# Зелёный Луг (Воронежская область)
Зелёный Луг — посёлок в Бобровском районе Воронежской области России. Входит в состав городского поселения Бобров.

## География
Посёлок располагается к югу от автодороги Бобров — Таловая, примерно в 3 км восточнее посёлка Лушниковка.

## Население
| 2000 | 2002 | 2005 | 2010 |
| ---- | ---- | ---- | ---- |
| 0    | →0   | →0   | →0   |